# Dangerously in Love Tour
Dangerously In Love Tour é a primeira turnê solo da cantora americana Beyoncé para promover seu primeiro álbum de estúdio em carreira solo, Dangerously in Love. A turnê passou pelo Reino Unido, Irlanda e Holanda.

## Sobre o show
O palco possuiu uma estrutura simples e incluiu uma grande tela de LED na parte superior do palco, a qual durante todo o show ela é movida para cima e para baixo. Nessa tela são exibidas cenas da performance de Beyoncé no palco e alguns vídeos. No meio do palco, existe uma pequena escada, e nas duas laterais existe uma plataforma para a banda que toca no show.
O show contém músicas do primeiro álbum solo de Beyoncé, Dangerously in Love e também músicas do grupo feminino Destiny's Child. Além disso, as músicas "Fever" e "Summertime" do filme The Fighting Temptations também fazem parte do show.
A marca registrada desta turnê é a abertura dos shows, onde Beyoncé entra no palco de cabeça para baixo cantando a música "Baby Boy". Essa performance também aconteceu no MTV Video Music Awards de 2003.

## Lista de músicas
1. "Baby Boy"
2. "Naughty Girl"
3. "Fever"
4. "Hip Hop Star"
5. "Yes"
6. "Work It Out"
7. "Gift from Virgo"
8. "Be with You"
9. "Speechless"
10. "DC Medley":
  1. "Bug a Boo"
  2. "No, No, No"
  3. "Bootylicious"
  4. "Jumpin' Jumpin'"
  5. "Say My Name"
  6. "Independent Women Part I"
  7. "'03 Bonnie & Clyde"
  8. "Survivor"
11. "Me, Myself and I"
12. "Summertime"
13. "Dangerously in Love 2"
14. "Crazy in Love"

## Datas
| Data                   | Cidade     | País             | Local                         |
| ---------------------- | ---------- | ---------------- | ----------------------------- |
| 3 de Novembro de 2003  | Manchester | Reino Unido      | Manchester Evening News Arena |
| 7 de Novembro de 2003  | Sheffield  | Reino Unido      | Hallam FM Arena               |
| 9 de Novembro de 2003  | Newcastle  | Reino Unido      | Telewest Arena                |
| 10 de Novembro de 2003 | Londres    | Reino Unido      | Wembley Arena                 |
| 11 de Novembro de 2003 | Londres    | Reino Unido      | Wembley Arena                 |
| 13 de Novembro de 2003 | Birmingham | Reino Unido      | National Exhibition Centre    |
| 14 de Novembro de 2003 | Belfast    | Irlanda do Norte | Odyssey Arena                 |
| 15 de Novembro de 2003 | Dublin     | Irlanda          | The Point                     |
| 19 de Novembro de 2003 | Amsterdam  | Holanda          | Heineken Music Hall           |

## Gravações
No dia 10 de Novembro de 2003, Beyoncé gravou na Wembley Arena em Londres, Inglaterra, o seu primeiro álbum de vídeo, Live at Wembley, que foi lançado em Abril de 2004.